# Aeroportul Balalae
Aeroportul Balalae (IATA: BAS, ICAO: AGGE) este un aeroport din Western Province⁠(d), Insulele Solomon.
Situat la o altitudine de 9 m, aeroportul dispune de o singură pistă. Este operat de Solomon Airlines⁠(d).